# Franciszek Józef I Liechtenstein
Franciszek Józef I Liechtenstein, właśc. Franz de Paula Josef I Johann Nepomuk Andreas von Liechtenstein (ur. 19 listopada 1726 w Mediolanie, zm. 18 sierpnia 1781 w Metz) – książę Liechtensteinu w latach 1772-1781, tytularny książę karniowski i opawski, hrabia Rietbergu.

## Życiorys
Franciszek Józef przyszedł na świat 19 listopada 1726 roku jako syn Emanuela von Liechtensteina i jego żony Marii Anny Dietrichstein. Jego ojciec był młodszym bratem księcia Józefa Wacława I. Po nieoczekiwanej śmierci Jana Napomucena Karola w 1748 roku i przejęciu władzy przez Józefa Wacława I, którego żona była już w podeszłym wieku, Franciszek Józef I stał się następcą tronu. 
6 czerwca 1750 roku ożenił się z hrabiną Marią Leopoldyną von Sternberg, z którą miał ośmioro dzieci:
- książę Józef (1752-1754)
- księżniczka Leopoldyna (1754-1823)
- księżniczka Antonina (1756-1821)
- książę Franciszek (1758-1760)
- książę Alojzy I (1759-1805) – książę Liechtensteinu w latach 1781-1805.
- książę Jan I (1760-1836) – książę Liechtensteinu w latach 1805-1836.
- książę Filip Józef (1762-1802)
- księżniczka Maria Józefa Hermenegilda (1768-1845)

Często przebywał ze swoim wujkiem Józefem Wacławem, towarzysząc mu m.in. w bitwie pod Piacenzą w 1748 roku czy w podróży do Parmy po wybrankę arcyksięcia Józefa II – Izabelę Parmeńską w 1760 roku. Znał się również z księciem Karolem Lotaryńskim, któremu towarzyszył podczas mianowania na wielkiego mistrza zakonu krzyżackiego w 1761. Na prośbę rodziny cesarskiej w 1763 roku udał się do Madrytu, gdzie z powodzeniem prosił o rękę księżniczki Marii Ludwiki Burbon w imieniu przyszłego cesarza Leopolda II. W 1767 roku został powołany do tajnej rady cesarskiej, a cztery lata później odznaczony Orderem Złotego Runa. Przez większość życia Franciszek Józef zajmował się głównie zarządzaniem swoim majątkiem.
10 lutego 1772 roku zmarł Józef Wacław I, a władzę nad Domem Książęcym i Księstwem Liechtensteinu przejął Franciszek Józef I. Swoje działania skupił na rozwoju gospodarczym i zreformowaniu majątku, który wymagał odnowienia, po kosztownych misjach Józefa Wacława.
Franciszek Józef I zmarł 18 sierpnia 1781 roku w Metz, w drodze do Paryża. Władzę po nim odziedziczył jego najstarszy syn Alojzy I.